# Ray Burke
Ray Burke, właśc. Raphael P. Burke, irl. Rae de Búrca (ur. 30 września 1943 w Dublinie) – irlandzki polityk, działacz Fianna Fáil, parlamentarzysta (członek Dáil Éireann), minister w różnych resortach, w tym od 1989 do 1992 minister sprawiedliwości, w 1997 minister spraw zagranicznych.

## Życiorys
Urodził się 30 września 1943 w Dublinie. Kształcił się w O'Connell School. Pracował jako agent nieruchomości.
Zaangażował się w działalność polityczną w ramach Fianna Fáil. W 1967 został radnym hrabstwa Dublin. W latach 1985–1987 pełnił funkcję przewodniczącego rady. W 1973 po raz pierwszy uzyskał mandat posła do Dáil Éireann. Z powodzeniem ubiegał się o reelekcję w wyborach w 1977, 1981, lutym 1982, listopada 1982, 1987, 1989, 1992 i 1997. Początkowo reprezentował okręg wyborczy Dublin County North, a od 1981 Dublin North.
Między 1978 a 1980 był ministrem stanu (niewchodzącym w skład gabinetu) w departamencie przemysłu, handlu i energii. Od 15 października 1980 do 30 czerwca 1981 zajmował stanowisko ministra środowiska. Ponownie sprawował ten urząd od 9 marca do 14 grudnia 1982. Od 10 marca 1987 do 24 listopada 1988 był ministrem energii, następnie do 12 lipca 1989 ministrem przemysłu i handlu, po czym do 11 lutego 1992 ministrem sprawiedliwości. W międzyczasie (od 31 marca 1987 do 6 lutego 1991) odpowiadał jednocześnie za sprawy komunikacji.
26 czerwca 1997 objął urząd ministra spraw zagranicznych w rządzie premiera Bertiego Aherna. Zastąpił na tym stanowisku Dicka Springa. Pełnił tę funkcję przez niespełna trzy i pół miesiąca, 7 października 1997 jego następcą został David Andrews. Tego samego dnia Ray Burke złożył również mandat poselski.
Powodem rezygnacji polityka były pojawiające się w mediach pod jego adresem zarzuty korupcyjne. Wskazywano, że przyjmował kwoty pieniężne od deweloperów, a w 1989 jako minister komunikacji otrzymał korzyść majątkową od przedsiębiorcy starającego się o licencję dla stacji radiowej. W 2004 został uznany za winnego przestępstw podatkowych. Został skazany na karę sześciu miesięcy pozbawienia wolności, w 2005 odbył cztery i pół miesiąca tej kary.